# ميلياغروس
ميلياغروس الغَداري (عاش في القرن الأول قبل الميلاد)، أحد قدماء شعراء اللغة اليونانية. ولد في مدينة غدارا الواقعة في المملكة الأردنية حالياً والتي تُسمى اليوم "أم قيس"، يُعتبر من رواد المدرسة السورية في الشعر اليوناني، كان شاعراً وجامعاً للإبيجرامات (القصائد القصيرة). كتب العديد من قصائد النثر الساخرة التي فُقدت، كما كتب العديد من قصائد الشعر الحسّي الإيروسي بأسلوبٍ ذكي، وقد نجت منها 134 قصيدة. قام ميلياغروس بتجميع الأنثولوجيا المسماة «الإكليل» (Garland بالإنكليزية)، والتي ضمت مجموعةً من القصائد لعدد من الشعراء، وبالرغم من أنها لم تنجُ من الضياع، إلا أنها كانت بمثابة الأساس «للأنثولوجيا اليونانية».

## حياته
ولد ميلياغروس في مدينة غدارا (أم قيس) الواقعة اليوم في الأردن، والتي كانت آنذاك متأثرةً جزئياً بالثقافة الهيلينية اليونانية. تلقى تعليمه في مدينة صور وأمضى ما تبقى من حياته في جزيرة كوس حيث توفي في سنٍ متقدمة. 
صُنف من قبل بعض الكُتّاب كأحد أتباع الفلسفة الكلبية. كتب ميلياغروس ما كان يُعرف بالسبودوجيلويا شأنه في ذلك شأن مواطنه منيبوس، والسبودوجيلويا هي عبارةٌ عن نثرٍ ساخرٍ يضع الفلسفة في قالبٍ أكثر قرباً من العامة مُرفِقاً إياها بإيضاحاتٍ فكاهية. برزت شهرة ميلياغروس بأوضح صورها في المئة وأربع وثلاثين إبيجراماً التي تعود له، والتي وضعها ضمن الأنثولوجيا الخاصة به. تعدّ مخطوطات «الأنثولوجيا اليونانية» المصدر الوحيد لهذه الإبيجرامات.

## أنثولوجيا الإكليل
اشتهر ميلياغروس من خلال الأنثولوجيا الشعرية التي وضعها بعد أن وصل إلى سن النضج والتي حملت عنوان «الإكليل»، وهي من أوائل الأنثولوجيات عامةً، كما أنها تكاد تكون أول أنثولوجيا على الإطلاق من حيث الشمولية والإحاطة الواسعة. جمع ميلياغروس في أنثولوجيا الإكليل مجموعةً من الإبيجرامات لستةٍ وأربعين شاعراً من اليونانيين وممن يكتبون باليونانية، حيث حرص على الجمع بين شعراءٍ جاؤوا قبله وآخرين عاصروه. قام بتشبيه أنثولوجياه بباقة من الزهور، تمثل كل قصيدة فيها زهرة.

## شعره
كانت النزعة الإنسانية من أهم السمات التي طبعت شعر ميلياغروس، ويبدو ذلك واضحاً في قصيدة الشاهدة التي أراد لها أن تُخطّ على قبره بعد موته، إذ يقول فيها:
أيها العابر من هنا
لا تخف من مرورك بين أجداث الموتى
فهنا يرقد عجوز مسالم رقدته الأخيرة
إنه ميلياغروس ابن أوقراطس
الذي تغنى بالحب
وجعل الدموع السعيدة تهطل من المآقي
لأنه وقف واسطة
بين ربات الشعر وتجسيد الجمال الساحر
لقد كان رجلا من مدينة صور
التي باركتها الآلهة
ولكن مدينة غدارا المقدسة
كانت هي مسقط رأسه.
ثم أتى إلى كوس
الجزيرة المباركة التي آوت شيخوخته.
فإذا كنت سوريا أيها العابر
فقل عند قبري سلام
وإذا كنت فينيقيا فقل أودوني
وإن كنت يونانيا قل خايرية.

## وصلات خارجية
- ميلياغروس على موقع ديسكوغز (الإنجليزية)

- مقالة لإحسان الهندي مؤلف كتاب «شعراء سورية في العصر الهيلينستي».
- إبيجرامات ميلياغاروس (إنكليزي) "attalus"